# Skiservice
Als Skiservice bezeichnet man die Behandlung des Belags und Kante eines Skis. Sinn des Skiservices ist die Pflege der Ski sowie die Verbesserung der Fahreigenschaft. Ein Skiservice wird meist maschinell im (Ski-)Sport-Geschäften ausgeführt. Mit dem entsprechenden Werkzeug lässt sich ein Skiservice jedoch auch selbständig durchführen. 

## Serviceangebote
In einem Sportgeschäft werden Servicedienstleistungen meist in verschiedenen Paketen angeboten. Diese sind häufig wie folgt aufgeteilt. 
- Wachsen: Wachsen, Polieren
- Kleiner Belagsservice: Belagsschliff, Kantenschliff, Wachsen, Polieren
- Großer Belagsservice: Belagschäden ausbessern, Belagsschliff, Kantenschliff, Wachsen, Polieren

## Servicearbeiten

### Belagsschliff
Beim Belagsschliff wird der Belag des Skis zunächst mittels eines Schleifsteins komplett eben geschliffen, um eventuelle Unebenheiten zu beseitigen. Anschließend wird eine Struktur in den Belag gepresst, welche die Gleiteigenschaften verbessern soll. 

### Kantenschliff
Aufgabe des Kantenschliffes ist es, die Kanten des Skis zu schärfen, um einen besseren Kantengriff zu erzielen. Dies ist vor allem bei harten Skipisten wichtig, da sich die Kante sonst nicht in Eis hineinschneiden kann. 

### Wachsen
Beim Wachsen wird eine dünne Wachsschicht auf den Belag aufgetragen. Das Skiwachs hat hierbei die Aufgabe, die Gleiteigenschaften des Skibelags zu verbessern. Es wird zwischen Heißwachs, das durch Erhitzen verflüssigt und anschließend auf die Ski aufgetragen wird, sowie Kaltwachs, das meist flüssig oder als Spray ausgeliefert wird differenziert. 
Während Kaltwachs nur auf den oberen Belagsschichten wirkt, zieht Heißwachs auch in die tieferen Bereiche des Skibelages ein und hält somit wesentlich länger.